# Feitorias no litoral da Bahia
Existem indicações de pelo menos duas feitorias no litoral do atual estado da Bahia, no Brasil, no período pré-Colonial (1500-1530), ligadas à exploração do pau-brasil ("Caesalpinia echinata"): uma em Porto Seguro (ver Fortificações de Porto Seguro) e outra na baía de Todos os Santos.

## História
A baía de Todos os Santos foi identificada pela primeira expedição exploradora (atribuída por alguns autores a Gaspar de Lemos) em 1501-1502, da qual participou Américo Vespúcio. Este último, retornou na segunda expedição de Gonçalo Coelho (1503-1504), ali aportando, tendo registrado:
"Resta-me dizer as coisas que vi na quarta viagem ou jornada, e tanto por estar cansado como porque ela se não se fez como levava na tenção, por causa de uma desgraça que nos sucedeu no golfão do mar Atlântico [o naufrágio da Capitânia de Gonçalo Coelho na ilha de Fernando de Noronha, a 10 de agosto de 1503], como Vossa Magnificência não tardará em ver, cuidarei de ser breve (...). Tendo concluído a nossa provisão [em Noronha], partimos com vento Sul e Sudoeste porque tínhamos Regimento do rei [de Portugal] ordenando que o navio qualquer que fosse, que se perdesse da frota ou Capitânia, devia ir à terra da viagem passada [1501-1502]. Descobrimos nela um porto, que pusemos o nome de Baía de Todos os Santos e prouve a Deus dar-nos tão bom tempo que em dezessete dias tomamos aí terra, que distava da ilha bem umas 300 léguas. Não encontramos lá nem nosso capitão nem nenhuma outra nau da armada. Esperamos dois meses e quatro dias, e vendo que nada resolvíamos, decidimos a minha conserva e eu correr a costa (...)." ("Lettera a Soderini", 4 set. 1504. apud BERANGER, 1993:15-16)
Com relação à feitoria estabelecida por Vespúcio no litoral brasileiro, LEITE (1923) defende que:
"Varnhagen, (...) afirma que os expedicionários estabeleceram uma feitoria em Cabo Frio, e julga sua opinião plenamente confirmada com o 'Islario' ["Islario general de todas las islas del mundo"] de Alonso de Santa Cruz; este geógrafo diz, com efeito, que Américo Vespúcio construiu um forte naquele cabo, acrescentando pormenores tirados da 'Lettera'. A informação não foi talvez, colhida do próprio florentino e, quando o tivesse sido, não era necessáriamente exata; mas dá-se a circunstância da latitude de Cabo Frio em 1505 ser arbitrada em 25º S, pois assim traz a tábua do 'Esmeraldo', não sendo fácil explicar a troca de 25 por 18. Se notarmos que a 'Lettera' omite a particularidade importante de estar a feitoria à beira de um cabo, precisamente o mais notável do litoral brasileiro, entre o Equador e o Trópico inferior, temos o bastante para contestar Varnhagen e assentar em que o fortim foi construído nas vizinhanças do Porto Seguro de Cabral, onde aliás havia matas de pau-brasil, do qual fizeram provisão os expedicionários." (op. cit., p. 414-415)
O francês Binot Paulmier de Gonneville, carregou pau-brasil com os indígenas em sua escala na baía de Todos os Santos, de 20 de outubro a 24 de dezembro de 1504 (viagem do L'Espoir d'Honfleur 24 de junho de 1503 a 7 de maio de 1505) (BUENO, 1998:96).
Embora as referências de diversos autores a um forte, erguido em 1511 no mesmo local onde Gonçalo Coelho deixara homens e peças anteriormente, supostamente na Bahia, acredita-se que estejam confundidas com a feitoria de Cabo Frio, estabelecida por Vespúcio. BUENO (1998) admite a possibilidade de uma feitoria na Bahia:
"Em 1519 havia três feitorias no Brasil: as de Cabo Frio e do Rio de Janeiro, e uma terceira em Pernambuco (...). Muito provavelmente havia uma quarta feitoria, localizada na baía de Todos os Santos." (op. cit., p. 79)
Parte da questão pode ser esclarecida pela viagem da nau Bretoa:
"A análise do documento [o Regimento da nau Bretoa] permite admitir a existência de uma feitoria na Bahia, à qual talvez pertencesse o ali mencionado feitor João de Braga." (AVELLAR, 1976:54)
O "Livro da Viagem e Regimento da Nau Bretoa" (22 de fevereiro a 11 de outubro de 1511), armada pelo consórcio de Fernando de Noronha, Bartolomeu Marchionni, Benedito Moreli e Francisco Martins, refere a sua escala na baía de Todos os Santos (17 de abril a 12 de maio). Um incidente foi registrado na ocasião, quando, a 5 de maio, o escrivão da nau, Duarte Fernandes, deu pela falta de alguns machados e machadinhas, certamente furtados por algum dos tripulantes para o escambo por aves, penas ou macacos com os indígenas. Foram incumbidos da investigação, pelo capitão da nau, Cristóvão Pires, o dito escrivão e um João de Braga, encarregado da feitoria. Sem que a autoria do furto fosse elucidada, a nau zarpou, levando a bordo João de Braga, com destino à feitoria de Cabo Frio (BUENO, 1998:81-82).
Outra referência a uma feitoria na baía de Todos os Santos, é atribuída ao português Fernão de Magalhães, em 1514, anteriormente ao contexto da sua viagem de circum-navegação (1519-1522), a serviço da Coroa espanhola.
Cristóvão Jaques, quando da sua terceira expedição (1526-1528), aportou à feitoria de Pernambuco (maio de 1527), onde foi informado, pelo náufrago espanhol D. Rodrigo de Acuña, da presença de quatro navios franceses carregando pau-brasil na baía de Todos os Santos. Cristóvão Jaques surpreendeu os franceses na baía em fins de junho. O depoimento dos sobreviventes ao rei Francisco I de França é dramático:
"Depois de afundados os nossos navios [um dos quais era do próprio Jaques, capturado pelos franceses na costa da Guiné], alguns de nossos súditos se sairam à terra e se meteram nas mãos dos selvagens. Antes, outros dos nossos súditos se meteram nas mãos e mercê dos ditos portugueses, esperando ser deles melhor tratados, porém eles, os ditos portugueses, enforcaram alguns dos nossos súditos e outros meteram e enterraram até os ombros e o rosto e depois os martirizaram cruelmente a setadas e tiros de espingarda." (Carta de Francisco I ao embaixador francês em Lisboa, 6 set. 1528. apud BUENO, 1998:105)
Outras fontes referem três navios e trezentos prisioneiros, recolhidos à feitoria de Pernambuco nesse incidente. Após esse episódio, as feitorias portuguesas na costa brasileira passaram a ser alvo de represálias francesas.
Foi na baía de Todos os Santos que Martim Afonso de Sousa, no início de 1531, encontrou o náufrago Diogo Álvares - o "Caramuru" -, casado com a indígena Paraguaçu. O encontro foi assim descrito:
"Domingo 13 dias do mês de março pela manhã éramos de terra quatro léguas: e como nos chegamos mais a ela reconhecemos ser a Baía de Todos-os-Santos. (...) Nesta baía achamos um homem português que havia vinte e dois anos que estava nesta terra; e deu razão larga do que nela havia." (Diário da Navegação de Pero Lopes de Sousa. in: CASTRO, s.d.:38-39)
Este português mantinha tão fortes ligações com os comerciantes franceses, a ponto de ter visitado a França com a sua esposa, batizada na ocasião com o nome cristão de Catarina.